# Rissaga

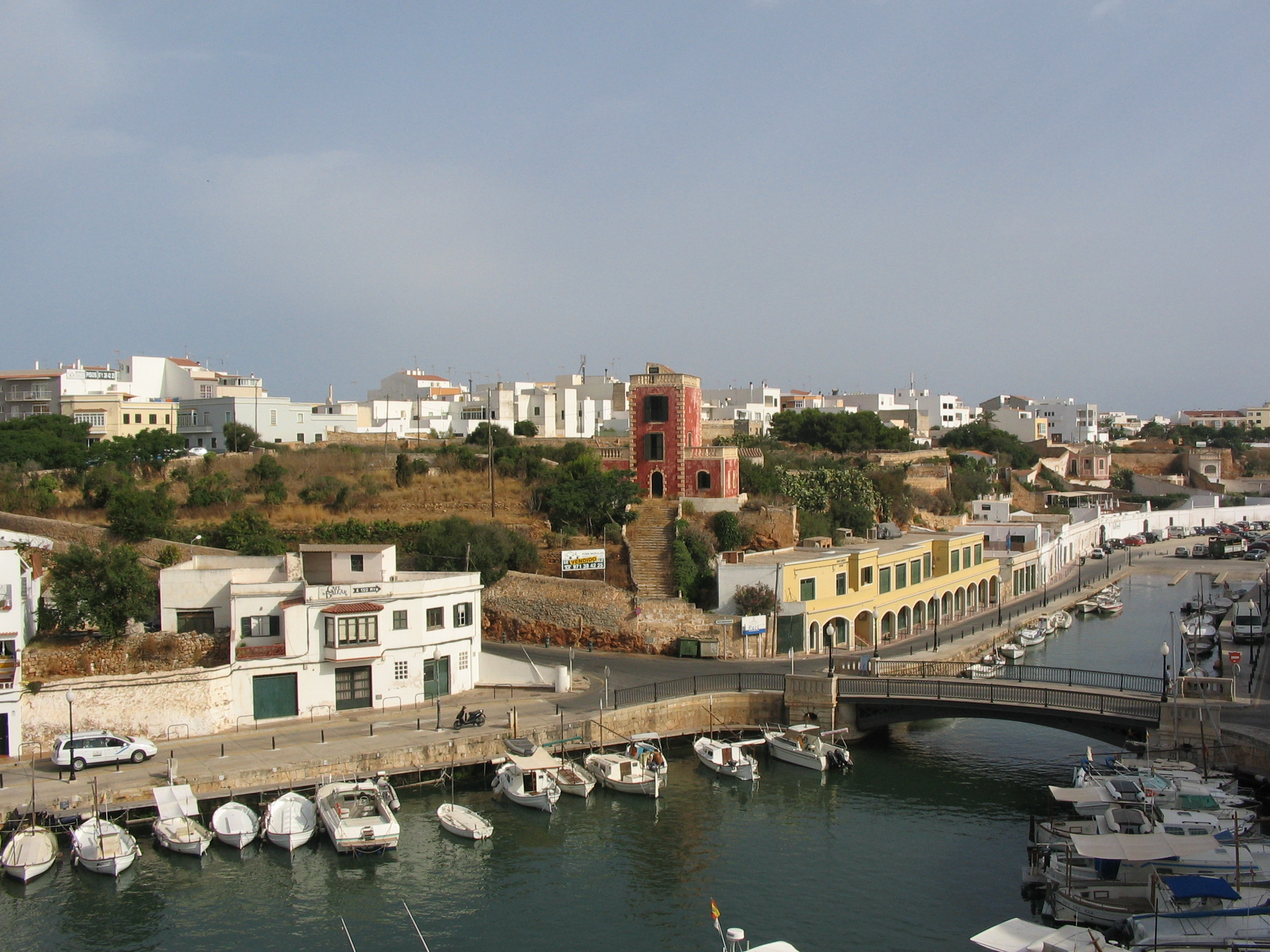
Puerto de Ciudadela. En una rissaga esta zona puede pasar de quedarse sin agua a inundar las aceras.

Una rissaga (término menorquín emparentado con "resaca") o meteotsunami es un fenómeno meteorológico costero que provoca una variación muy fuerte de la pleamar provocado por cambios en la presión atmosférica.
En las rissagas se producen oscilaciones del nivel del mar en puertos, calas o bahías, motivadas por causas meteorológicas como los fuertes vientos en la troposfera, aire cálido en niveles bajos de la atmósfera y débil o moderado en la superficie, y que en condiciones de resonancia, es decir, subida y bajada brusca del nivel del mar en muy poco tiempo (minutos o incluso segundos) que, cuando son muy intensas, suelen producir destrozos en los barcos que están amarrados e inundaciones en las infraestructuras portuarias.
La última gran rissaga en Ciudadela, la más importante en 20 años, se produjo el 15 de junio de 2006, con oscilaciones de hasta 4 metros que provocaron desperfectos en numerosas embarcaciones. Para que se produzca una rissaga de estas características, como ya sucedió también en esta misma localidad el 21 de junio de 1984, es necesario que a las condiciones en las que éstas ocurren normalmente, se sume una tormenta con fuertes vientos y cambios bruscos de la presión atmosférica. En las rissagas más comunes, las oscilaciones del nivel del mar son de 60 a 120 cm. El 8 de agosto de 2015 también ocurrió un meteotsunami en Chile central frente a Valparaíso.
Se suelen dar unos 50 partes de avisos meteorológicos al año.

## Localización y nombre
En Canarias son conocidas como "Mareas del Pino" ya que ocurren todos los años coincidiendo con la festividad de la Virgen del Pino alrededor del 8 de septiembre. En Italia, especialmente en el golfo de Trieste, se conoce con el nombre de marrubio y en el golfo de Gabés, afecta a los países ribereños de Túnez y Malta.
En otras muchas partes del globo, como en el mar del Japón y el de China Oriental el fenómeno se conoce como abiki.